# Ligier JS41
Der Ligier JS41 war ein Formel-1-Rennwagen, den die Équipe Ligier in der Formel-1-Weltmeisterschaft 1995 eingesetzt wurde. Der Wagen wurde federführend von Frank Dernie und Loïc Bigois entworfen und von einem 3.0-Liter-V10-Mugen-Honda-MF-301H-Motor angetrieben.
Das Auto mit der Startnummer 26 wurde vom Franzosen Olivier Panis gefahren, während der Brite Martin Brundle bzw. der Japaner Aguri Suzuki auf dem Wagen mit der Nummer 25 unterwegs waren. Der Franzose Franck Lagorce fungierte als Testfahrer des Teams. 